# Lycoris fulva
Lycoris fulva är en ringmaskart som beskrevs av Savigny in Lamarck 1818. Lycoris fulva ingår i släktet Lycoris och familjen Nereididae. Inga underarter finns listade i Catalogue of Life.